# Jagdgeschwader 111
Das Jagdgeschwader 111 war ein Verband der Luftwaffe der Wehrmacht im Zweiten Weltkrieg.

## Geschichte
Die I. Gruppe des Jagdgeschwaders 112 wurde als Ausbildungseinheit am 19. Juli 1944 in Roth (Lage) aus Teilen der Flugzeugführerschule B 13 aufgestellt. Ein Geschwaderstab oder weitere Gruppen bestanden nicht. Am 15. Oktober 1944 wurde die I. Gruppe in die II. Gruppe des Jagdgeschwaders 104 umbenannt. Damit hatte das Geschwader aufgehört zu bestehen.

## Gruppenkommandeur
I. Gruppe
- Major Rolf Hermichen, 19. Juli 1944 bis 15. Oktober 1944[4]